# 韦尔东河畔维农
韦尔东河畔维农（法語：Vinon-sur-Verdon，法語發音：[vinɔ̃ syʁ vɛʁdɔ̃]）是法国普罗旺斯-阿尔卑斯-蓝色海岸大区瓦尔省的一个市镇，属于布里尼奥勒区。

## 地理
韦尔东河畔维农（43°43'29"N, 5°48'43"E）面积36 平方千米，位于法国普罗旺斯-阿尔卑斯-蓝色海岸大区瓦尔省，该省份为法国东南部沿海省份，北起上普罗旺斯阿尔卑斯省，西北角与沃克吕兹省接壤，西接罗讷河口省，南濒地中海，东临滨海阿尔卑斯省。
与韦尔东河畔维农接壤的市镇（或旧市镇、城区）包括：普罗旺斯地区科比耶尔、格雷乌莱班、迪朗斯河畔圣保罗、日纳塞维、圣于连、博蒙德佩尔蒂。

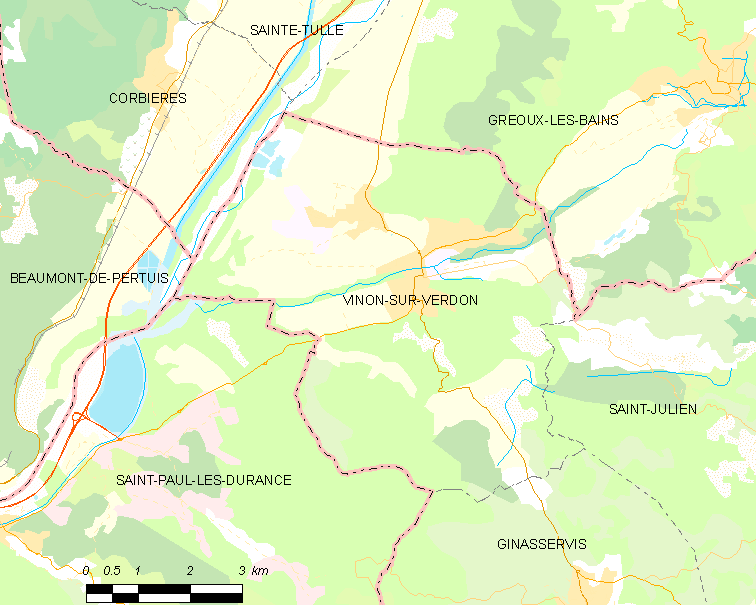
韦尔东河畔维农的OSM定位图

韦尔东河畔维农的时区为UTC+01:00、UTC+02:00（夏令时）。

## 行政
韦尔东河畔维农的邮政编码为83560，INSEE市镇编码为83150。

## 政治
韦尔东河畔维农所属的省级选区为圣马克西曼-拉圣博姆县。

## 人口

1962-2008年间韦尔东河畔维农人口变化图示

韦尔东河畔维农于2022年1月1日时的人口数量为4387人。